# Skogsbo, Enköpings kommun
Skogsbo är en ort i Enköpings kommun, belägen vid Svinnegarnsvikens nordöstra strand i Svinnegarns socken och söder om Bredsand. För bebyggelsen i orten och södra delen av grannorten Bredsand har SCB avgränsat och namnsatt småorten Bredsand södra och Skogsbo i Enköpings kommun. Från 2015 ingår dock området i tätorten Bredsand.